# Takedono-dōri
Pour les articles homonymes, voir Takedono.
Le Takedono-dōri (竹殿通, Takedono-dōri) est une voie du nord de Kyoto, dans l'arrondissement de Kita. Orientée est-ouest, elle débute au Horikawa-dōri (en), et termine au Shichikunishi-dōri. Elle est interrompue entre Ōmiya-dōri (en) et Daitokuji-dōri, puis entre Funaokahigashi-dōri et Shichikunishi-dōri.
Avec le Takedonominami-dōri (竹殿南通, Takedonominami-dōri) au sud et le Takedonokita-dōri (竹殿北通, Takedonokita-dōri), le Takedonokitanaka-dōri (竹殿北中通, Takedonokitanaka-dōri) et le Takedonokami-dōri (竹殿上通, Takedonokami-dōri) au nord, elle forme le groupe de rues Takedono (竹殿通, Takedono-dōri).

## Description

### Situation
Le Takedono-dōri est une rue situé au nord de la section urbaine de l'arrondissement de Kita. Elle commence dans le quartier de Shichikukaminokishi-chō (紫竹上ノ岸町) et termine dans celui d'Ōmiyaminamihakono'i-chō (大宮南箱ノ井町). La rue commence au Horikawa-dōri (en) (堀川通), l'une des voies nord-sud majeures de la ville,. Elle est interrompue brièvement entre Ōmiya-dōri (en) (大宮通) et Daitokuji-dōri (大徳寺通), puis par le parc de circulation Ōmiya à Funaokahigashi-dōri (船岡東通), avant de réapparaître à Shichikuhigashi-dōri, pour terminer à Shichikunishi-dōri (紫竹西通). Selon certaines sources, la rue terminerait à Ōmiya-dōri,. Elle suit le Takedonominami-dōri (竹殿南通) et le Gen'ikita-dōri (玄以北通) au sud et précède le Takedonokita-dōri (竹殿北通) et le Takedonokami-dōri (竹殿上通) au nord.
La circulation se fait en sens unique de l'ouest vers l'est. La rue fait environ 935 mètres de long, séparé en trois tronçons de 280 mètres, 355 mètres et 300 mètres.

### Voies rencontrées
Liste des voies rencontrées. Les voies rencontrées de la droite sont mentionnées par (d), tandis que celles rencontrées de la gauche, par (g). Seules les rues portant un nom sont listées.
1. Horikawa-dōri (en) (堀川通)[1]
2. Inokuma-dōri (ja) (猪熊通)
3. Ōmiya-dōri (en) (大宮通)[1]
4. Daitokuji-dōri (大徳寺通)[1]
5. Ushiwakahigashi-dōri (牛若東通)
6. Ushiwaka-dōri (牛若通)
7. Funaokahigashi-dōri (船岡東通)[1]
8. Shichikuhigashi-dōri (紫竹東通)
9. Shichikunishi-dōri (紫竹西通)[1]

### Transports en commun

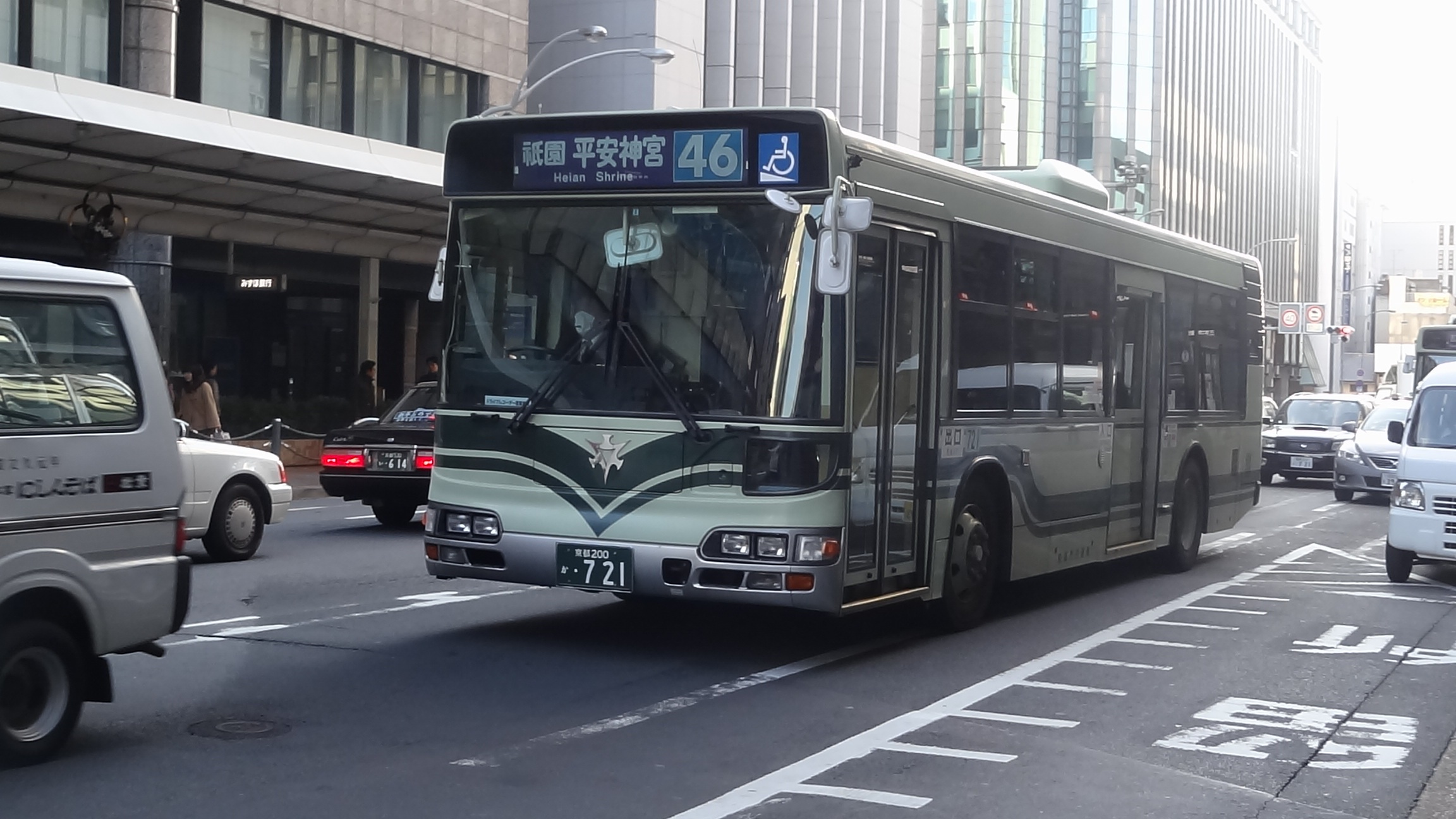
Autobus de la ligne 46 passant dans le centre-ville.

Les bus du réseau d'autobus de Kyoto (ja) ne passent pas sur la rue est les arrêts les plus proches sont sur Gen'i-dōri, au sud.
Les arrêts sur Gen'i sont Shimogishi-chō (下岸町, lignes 4, 9, 37, 46, 67, Spécial 37), au carrefour de Gen'i et Horikawa, Shimotakedono-chō (下竹殿町, lignes 46, Spécial 37), au carrefour de Gen'i et Ōmiya, Ōmiyadaimon-chō (大宮大門町, lignes 46, Spécial 37), au carrefour de Gen'i et Ushiwakahigashi, et Ōmiya Kōtsukōen-mae (大宮交通公園前, lignes 46, Spécial 37), au carrefour de Gen'i et Funaokahigashi.
D'autres arrêts proches sont Kamogawa Chūgaku-mae (加茂川中学前, lignes 4, 9, 37, 46, 67), au carrefour de Takedono et Horikawa, et Ōmiya Onobori-chō (大宮小野堀町, ligne Spécial 37), au carrefour de Funaokahigashi et Takedonokami.

## Odonymie
L'origine du nom est inconnue. « Takedono » (竹殿) signifie « palais (殿) du bambou (竹) ».

## Histoire
La rue n'existait pas au XIXe siècle et apparaît durant l'ère Shōwa (1926-1989),. La région était alors encore agricole et se situait dans les villages d'Ōmiya (大宮村) et de Kamigamo (ja) (上賀茂村), plus tard intégrés dans la ville de Kyoto. La rue est créée vers 1935, entre Horikawa et Daitokuji. La section à l'ouest de Daitokuji-dōri apparaît après 1953, entre 1960 et 1969. Originellement, la rue commence à Kamo-kaidō, mais cette partie disparaît après la construction du collège Kamogawa.

## Patrimoine et lieux d'intérêt

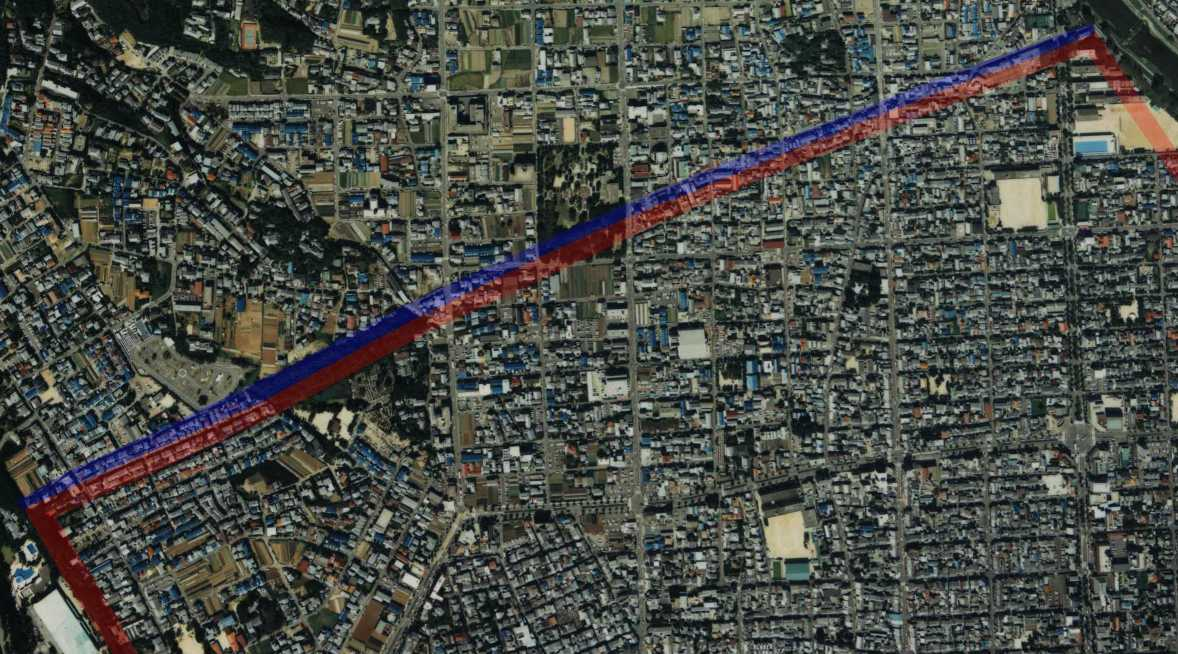
Limite nord de l'Odoi, avec le parc de circulation Ōmiya au centre en forme rectangulaire.

On trouve sur la rue le Musée d'art Kōryō (en) (高麗美術館), ouvert en 1988 et consacré à l'art coréen. À l'extrémité est se trouve le collège Kamogawa (ja) (京都市立加茂川中学校),. Au carrefour avec Ōmiya se trouve le bain public Takedonoyu (竹殿湯).
On trouve au carrefour avec Funaokahigashi du côté nord le parc de circulation Ōmiya (ja) (大宮交通公園), un parc de circulation (en), c'est-à-dire un parc où des aménagements reproduisent les éléments de la circulation routière.
L'Odoi (ja) (御土居), les remparts de terre construits par Toyotomi Hideyoshi au XVIe siècle pour protéger la ville, passe sur la rue. La section de l'Odoi passant par Takedono-dōri était la limite nord de la muraille. Elle passe aussi entre Takedono et Gen'ikita-dōri pour traverser le parc de circulation.

Quelques lieux d'intérêts
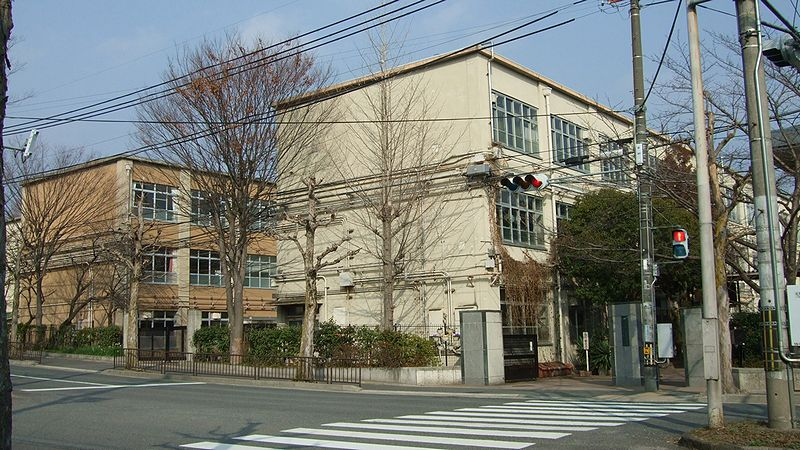
Collège Kamogawa
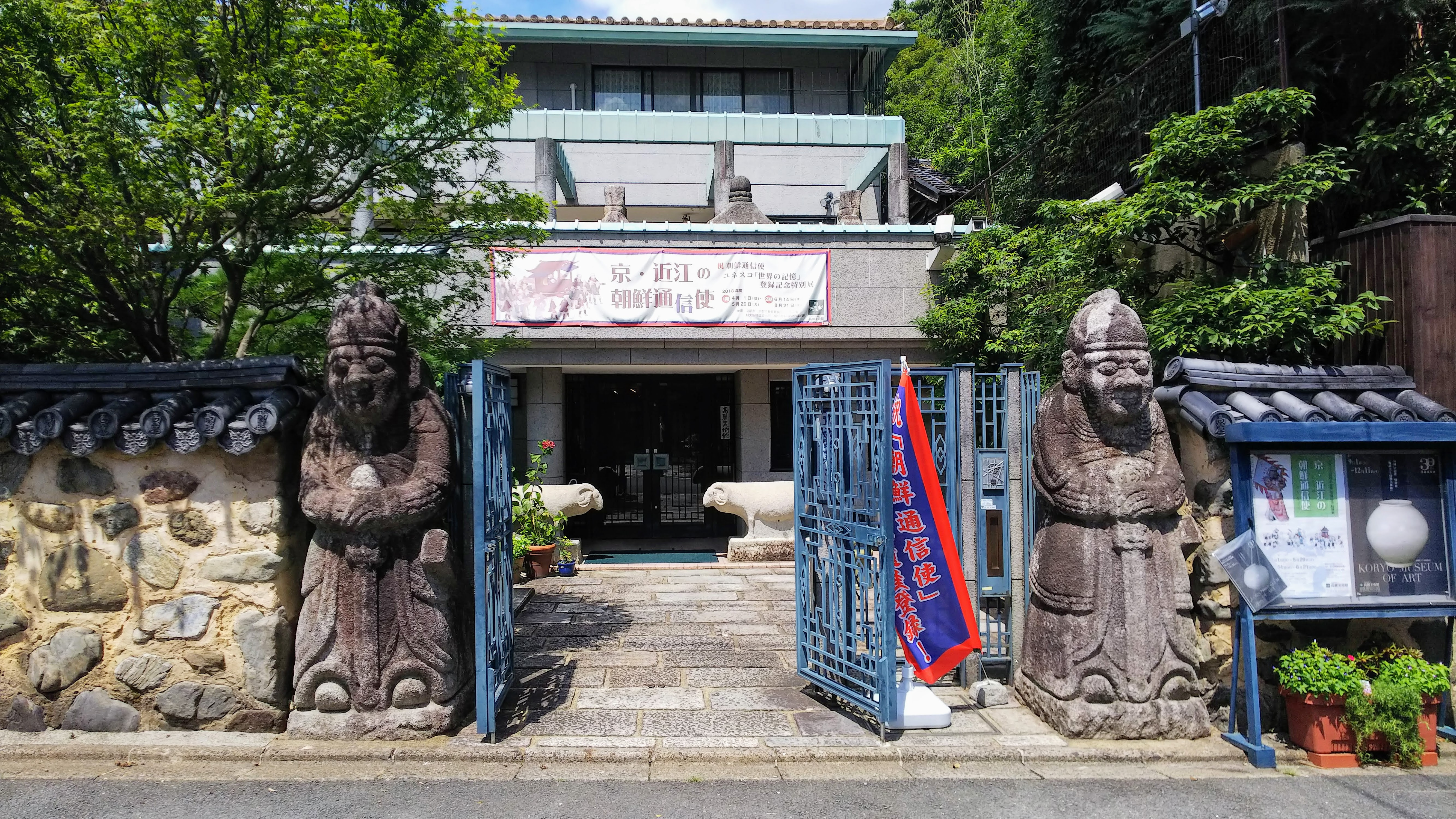
Musée d'art Kōryō
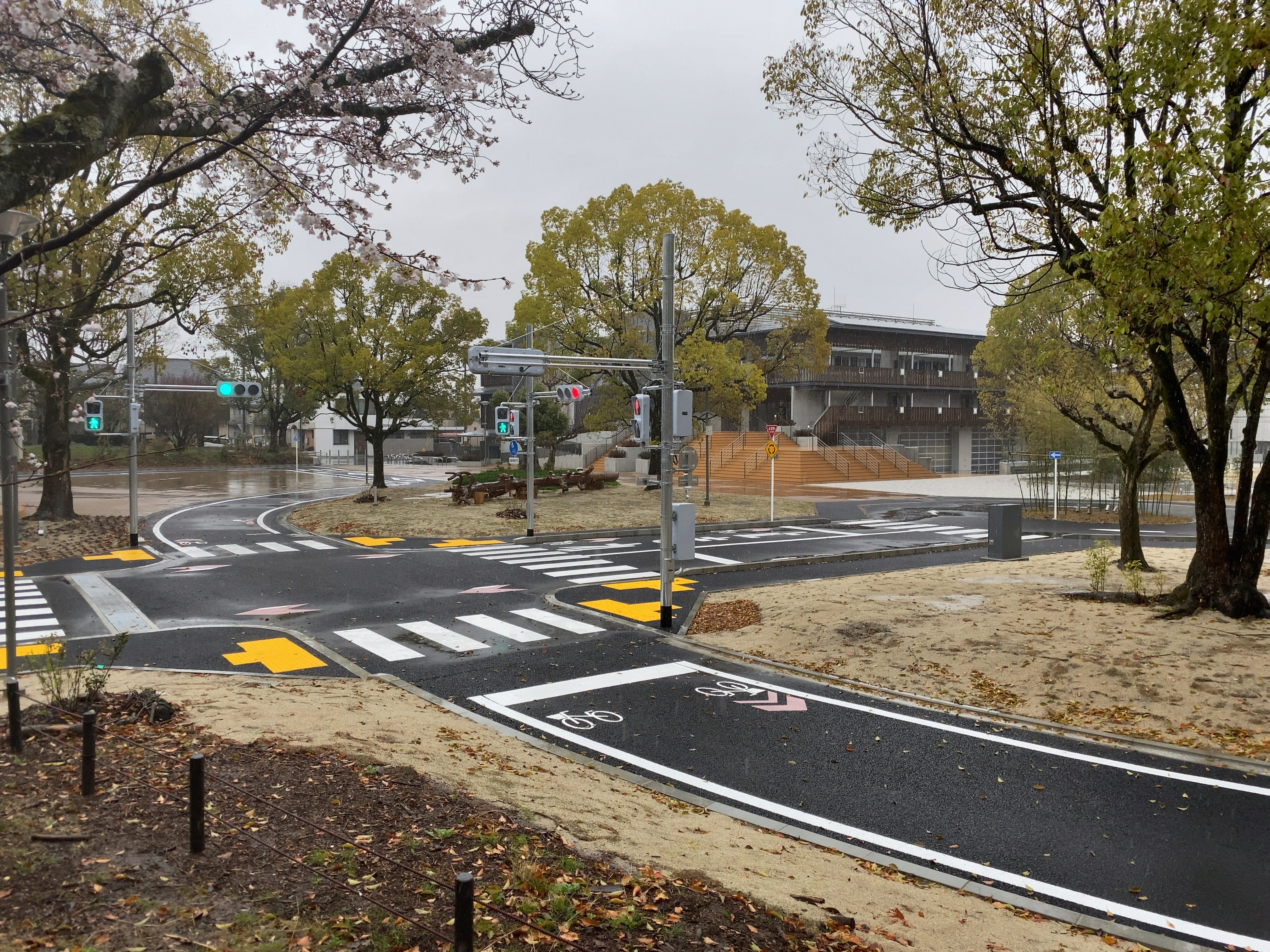
Parc de circulation Ōmiya

## Groupe de Takedono-dōri
Le groupe de Takedono-dōri fait référence à cinq rues orientées est-ouest au nord de Kitaōji-dōri (北大路通), commençant au sud par Takedonominami-dōri (竹殿南通, Takedonominami-dōri), suivi par Takedono-dōri (竹殿通, Takedono-dōri), puis Takedonokita-dōri (竹殿北通, Takedonokita-dōri), Takedonokitanaka-dōri (竹殿北中通, Takedonokitanaka-dōri) et terminant par Takedonokami-dōri (竹殿上通, Takedonokami-dōri), au nord. Il est bordé au sud par le groupe de Gen'i-dōri (玄以通) et au nord par la rue seule rue Misonobashi-dōri (御薗橋通),.

### Takedonokami-dōri
Takedonokami-dōri (竹殿上通, Takedonokami-dōri) est une rue commençant à l'est à Horikawa-dōri et terminant à une rue sans nom à l'ouest de Shichikunishi-dōri, dans le quartier Ōmiya'ichino'i-chō (大宮一ノ井町),,. Elle passe par Inokuma-dōri, Ōmiya-dōri, Daitokuji-dōri, Ushiwakahigashi-dōri, Ushiwaka-dōri, Funaokahigashi-dōri et Shichikunishi-dōri,. Selon certaines sources, elle terminerait à Ushiwakahigashi-dōri,. La circulation se fait en sens unique de l'ouest vers l'est, puis dans les deux sens à l'ouest de Funaokahigashi.
Au début de la rue se trouvait le point le plus au nord de l'Odoi, et la rue suit son tracé jusqu'à Inokuma-dōri. Un panneau d'interprétation est présent au carrefour avec Horikawa-dōri. On y trouvait aussi une voie d'évacuation, appelée canal Wakasa (若狭川), créée après la Seconde Guerre mondiale pour permettre le déversement de l'eau du fleuve Kamo vers le nouveau secteur de Shichiku. Dans les années 1950, Horikawa-dōri y est prolongée et Takedonokami-dōri est créée le long du canal. On y trouvait notamment le pont Kamigishi (上岸橋), qui franchissait le canal. Dans les années 1970, le canal Wakasa a été en majorité canalisée et coule maintenant sous la rue.

### Takedonokitanaka-dōri
Le Takedonokitanaka-dōri (竹殿北中通, Takedonokitanaka-dōri) ou moindrement Takedonohokunan-dōri (竹殿北南通, Takedonohokunan-dōri) est la plus courte du groupe de Takedono-dōri. Elle circulait de Kamo-kaidō et à Takedonokita-dōri, mais est désormais confinée à une courte section entre Horikawa et Takedonokita,,.

### Takedonokita-dōri
Takedonokita-dōri (竹殿北通, Takedonokita-dōri) est une rue commençant à l'est à Horikawa-dōri et terminant à Shichikuhigashi-dōri, en passant par Inokuma-dōri, Ōmiya-dōri, Daitokuji-dōri, Ushiwakahigashi-dōri, Ushiwaka-dōri et Funaokahigashi-dōri,. Certains placent la fin à Funaokahigashi-dōri. Selon d'autres sources, elle terminerait à Ōmiya-dōri ou encore Ushiwakahigashi-dōri,. La circulation se fait en sens unique de l'est vers l'ouest.
On trouve le collège Kamogawa à la limite est de la rue. L'Odoi passait aussi par la rue.

### Takedonominami-dōri
Takedonominami-dōri (竹殿南通, Takedonominami-dōri) est une rue commençant à l'est au Kamo-kaidō et terminant à Ushiwakahigashi-dōri, en passant par Aburanokōji-dōri (côté gauche seulement), Horikawa-dōri, Inokuma-dōri, Ōmiya-dōri et Daitokuji-dōri,,. La rue bifurque au sud après Ōmiya-dōri avant de réapparaître à Daitokuji-dōri. Ainsi, selon certaines sources, la rue terminerait à Ōmiya-dōri ou Daitokuji-dōri,,. Elle est à sens unique de l'est vers l'ouest.
Elle marque la limite nord de l'école primaire Shichiku (ja) (京都市立紫竹小学校) et la limite sud du collège Kamogawa,.